# 双港镇 (响水县)
双港镇，是中华人民共和国江苏省盐城市响水县下辖的一个乡镇级行政单位。

## 行政区划
双港镇下辖以下地区：
双港社区、合蒲社区、环南社区、兴华社区、老舍社区、东吴社区、洪南村、丰大村、开城村、友爱村、腰庄村、兴太村、花枝村、尚圩村、树圩村、四烈村、大口村、新舍村、恩覃村和红旗村。